# Wiedemar
Wiedemar là một đô thị trong huyện of Nordsachsen, bang tự do Sachsen, nước Đức. Đô thị Wiedemar có diện tích 34,39 km², dân số thời điểm ngày 31 tháng 12 năm 2005 là 2239 người.